# Saint-Pie
Pour les articles homonymes, voir Saint Pie.
 (octobre 2021).
Si vous disposez d'ouvrages ou d'articles de référence ou si vous connaissez des sites web de qualité traitant du thème abordé ici, merci de compléter l'article en donnant les références utiles à sa vérifiabilité et en les liant à la section « Notes et références ».
Saint-Pie, souvent appelée Saint-Pie-de-Bagot, est une ville du Québec, située dans la MRC des Maskoutains, dans la région administrative de la Montérégie. Saint-Pie est surtout connue pour son industrie du meuble. Elle est d'ailleurs parfois surnommée la « Capitale du meuble du Québec ».

## Toponymie
Elle est nommée en l'honneur de Pie Ier.

## Histoire
En 1795, un homme de Saint-Hyacinthe, nommé Beauregard, a construit un moulin à scie à la hauteur des rapides de Saint-Pie. D'ailleurs, ces rapides ont longtemps été appelés Rapides Beauregard. Toutefois, dans les archives municipales, cet homme a l'étiquette d'un fraudeur, puisqu'il s'est établi frauduleusement sur les terres de la seigneurie, sans l'accord du seigneur.
En 1803, l'année officielle de fondation de Saint-Pie, on retrouve 3 colons aux Rapides Beauregard : Antoine Lucier, J.B. Denonville et Louis Drolet.

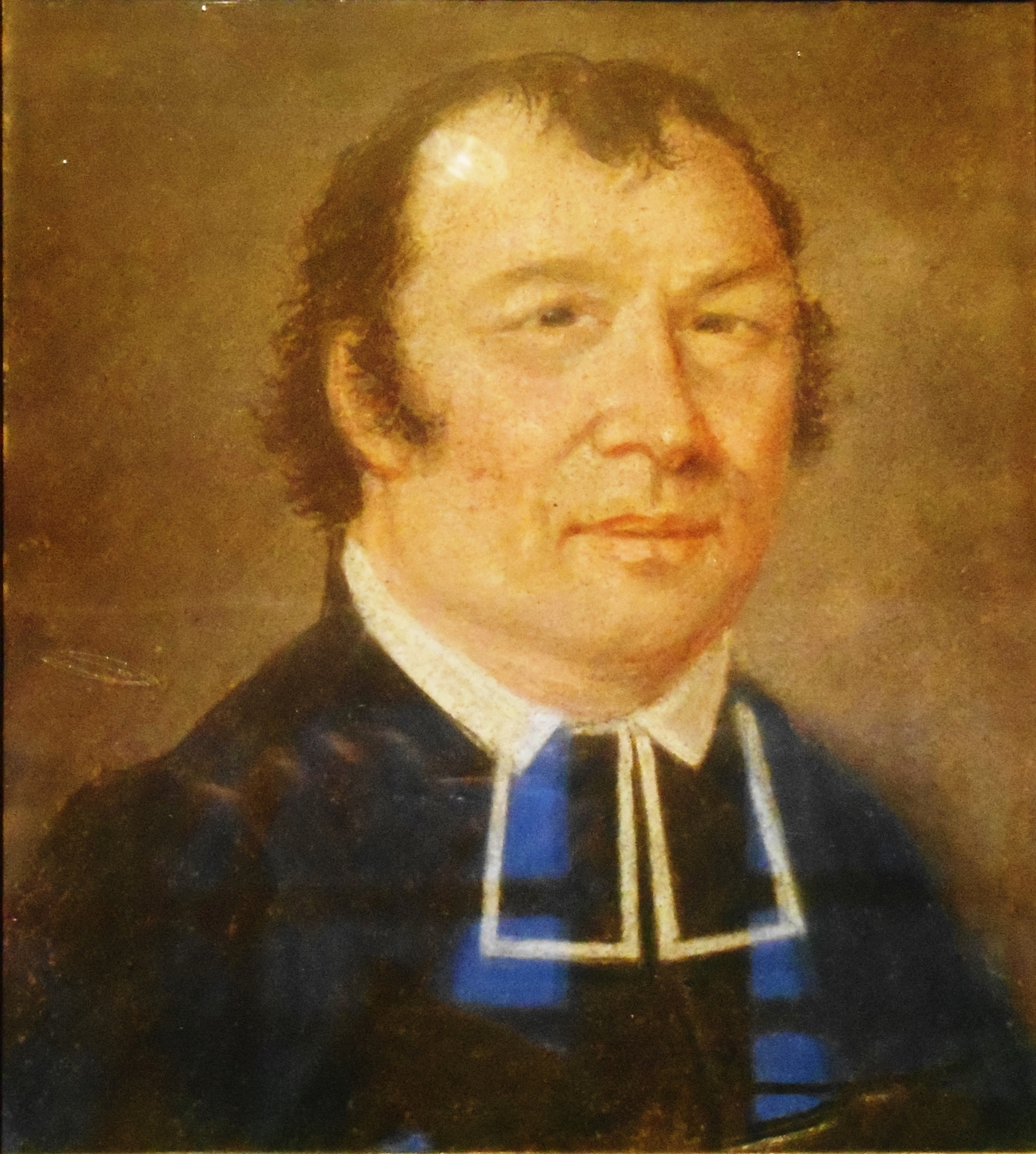
Joseph Crevier-Bellerive
premier curé de Saint-Pie

En 1825, est acheminée la demande de fondation de la paroisse de Saint-Pie. Saint-Pie est une paroisse qui est comprise dans le territoire des seigneuries de Debartzch, Dessaules, Mondelet et Yamaska. En 1828, le décret de la canonisation de la paroisse de Saint-Pie parait, par Bernard-Claude Panet, archevêque de Québec. En 1830, on inaugure la première chapelle, située tout près de l'église actuelle. En 1854, on inaugure l'église actuelle, faite de pierres, et beaucoup plus grande que la précédente chapelle.
En 1832, le secteur Émileville commence à être colonisé. Un Américain du nom de George W. Bridgeman achète le pouvoir d'eau, y construit des tanneries et une scierie. On y retrouve une cinquantaine de maisons. Durant ce temps, le village même compte environ 30 maisons et un moulin à scie. Autrefois, paroisse, elle fut reconnue civilement en 1835, sous le nom de Saint-Pie.
En janvier 1904, le village de Saint-Pie est officiellement incorporé, et séparé de la municipalité de la paroisse.
Le 31 mars 1907, la rivière Noire sort de son lit pour causer la plus grande inondation que Saint-Pie ait connue. Les ponts sont emportés, plusieurs bâtiments sont détruits. D'ailleurs cette partie est interdite de construction aujourd'hui, et est un vaste terrain.
Le 1er octobre 1968, le Premier ministre du Québec, Daniel Johnson (père) (1915-1968), qui a été au plus haut poste du gouvernement québécois de 1966 à 1968, est enterré au cimetière de Saint-Pie, sa ville de résidence. Il est mort durant son mandat, lors de l'inauguration du barrage Manic 5.
En janvier 1998, la ville est frappée de plein fouet par une des plus grandes catastrophes naturelles ayant touché le Canada : la crise du verglas. La ville est privée d'électricité durant environ trois semaines. Les activités ont été grandement ralenties durant cette période :  écoles et plusieurs entreprises ont fermé leurs portes durant cette période.
Le 1er janvier 2002, lors de la vague des fusions municipales au Québec, la paroisse de Saint-Pie et la ville, fusionnent pour ne former qu'une seule entité, la Ville de Saint-Pie.

## Géographie

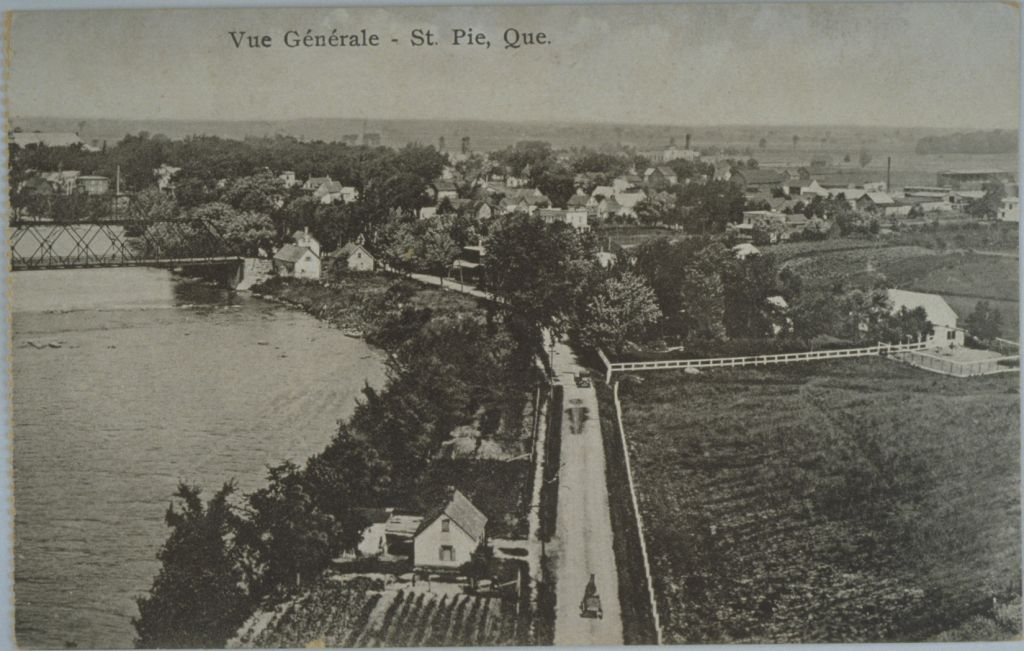
Saint-Pie vers 1910

La ville est située au pied du mont Yamaska (montagne de Saint-Paul) à 20 km au sud de la ville de Saint-Hyacinthe, et à 24 km au nord de la ville de Granby. La ville se situe dans le sud de la MRC des Maskoutains. La rivière Yamaska délimite le nord-ouest de la municipalité en coulant vers le nord. La Rivière Noire en traverse le sud vers le nord-ouest où elle la délimite jusqu'à sa confluence avec la Yamaska.

## Démographie
| 1991  | 1996  | 2001  | 2006  | 2011  | 2016  | 2021  |
| ----- | ----- | ----- | ----- | ----- | ----- | ----- |
| 2 083 | 2 249 | 4 927 | 5 109 | 5 438 | 5 607 | 5 847 |

## Administration
- Municipale
  - Maire : Mario Saint-Pierre
  - Conseillers : Jean Pinard, Josée Tanguay, Claude Ruel, Geneviève Hébert, Sylvie Guévin et Walter Hofer
- Provinciale
  - Voir Iberville (circonscription provinciale)
- Fédérale
  - Voir Saint-Hyacinthe—Bagot

De plus, la municipalité a déjà fait partie du comté de Bagot.
Les élections municipales se font en bloc et suivant un découpage de six districts.
| Saint-Pie Maires depuis 2001                                                                                          |                 |         |          |
| Élection | Maire           | Qualité | Résultat |
| 2001 | Serge Audette   |         | Voir     |
| 2005 | Robert Bergeron |         | Voir     |
| 2009 | Pierre St-Onge  |         | Voir     |
| 2013 | Mario St-Pierre |         | Voir     |
| 2017 | Mario St-Pierre | Voir    |          |
| 2021 | Mario St-Pierre | Voir    |          |
| Élection partielle en italique Depuis 2005, les élections sont simultanées dans toutes les municipalités québécoises. |                 |         |          |

## Économie
L'économie de Saint-Pie repose sur deux domaines : industriel et agricole. On retrouve dans le parc industriel de Saint-Pie plusieurs grandes entreprises à envergure mondiale, tel que les fabricants de meubles Groupe Lacasse et Groupe Dutaillier, mais aussi des entreprises de transformation du métal en feuille, dont Quéfer Inc. établie a St-Pie depuis 1978.
Le parc industriel compte 27 industries, 1 200 employés. le gaz naturel y est disponible, ainsi qu'un embranchement de chemin de fer.
On retrouve aussi des entreprises agricoles, tel qu'Olier Grisé, qui fabrique de la moulée pour animaux. De nombreuses fermes font de Saint-Pie un endroit réputé pour ses produits agricoles.[réf. nécessaire]

## Arts, loisirs et culture
Étant une petite ville, Saint-Pie ne dispose pas d’infrastructures culturelles et artistiques importantes. Toutefois, elle n'en est pas totalement dépourvue.

### Bibliothèque municipale
Au 309 rue Notre-Dame (tel. : 450-772-2332). Collection de 10 600 documents, sous forme de romans, biographies, documentaires, BD, magazines, CD. Local d'accès internet, rencontres d'auteurs, heure du conte, animation littéraire, club de lecture, expositions d'œuvres d'artistes locaux et service de lecture à domicile pour les malvoyants.

### Loisirs

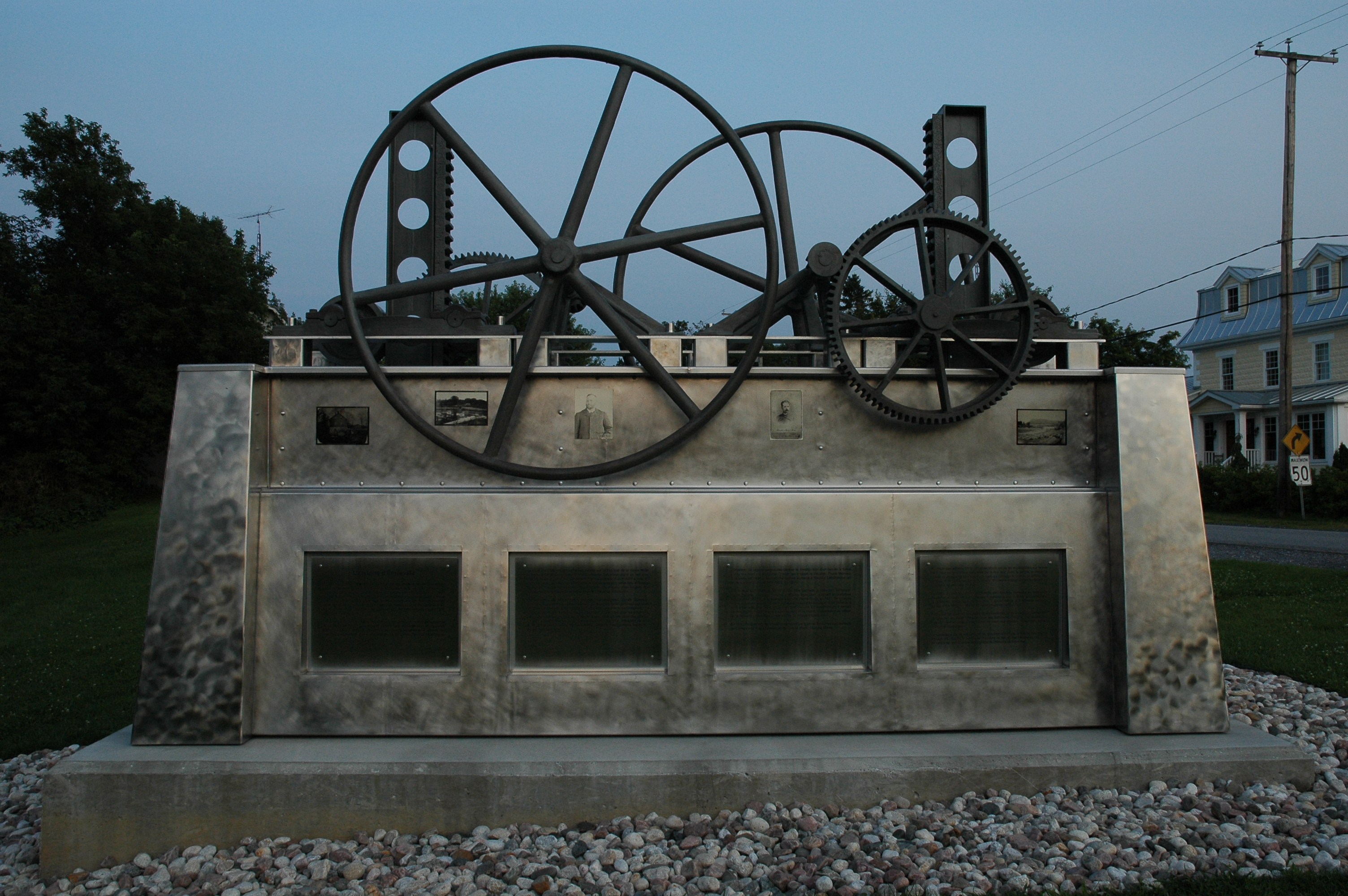
Monument Émileville (Richard Lebeau)

- Monument Émileville (Richard Lebeau)Terrain des loisirs de la ville, situé tout près du cimetière, compte un terrain de baseball, des terrains de tennis, patinoire, un terrain de pétanque, des terrains de soccer, des structures de jeux et un terrain de volleyball. Site des festivités de la Saint-Jean (24 juin), avec le feu d'artifice et un spectacle sur une scène en plein air.
- Pavillon Sacré-Cœur de l'école Au Cœur des Monts, on y retrouve un terrain de soccer et des structures de jeux.
- Pavillon Bon-Séjour, on y retrouve un terrain de soccer et des structures de jeux
- Terrain du domaine Bousquet situé au cœur du domaine. Il possède un terrain de soccer, un terrain de basket et des structures de jeux

### Sentier des couleurs
Chaque année, en aout, la Ville organise le Sentier des Couleurs. Depuis 1996, plus de 100 artistes organisent un sentier dans la ville, où les visiteurs peuvent admirer les peintres en pleine création. Les interactions entre visiteurs et artistes font de cet événement un succès.

### Quilles
À Saint-Pie, il est possible de jouer des parties de quilles. La ville possède un salon de quilles (Bowling St-Pie : 77 rue de la Présentation). Petit casse-croûte sur place. Le salon offre des coupons de parties gratuites à chaque anniversaire des joueurs.

### Centre communautaire
Voisin du pavillon Bon-Séjour, le vieux centre communautaire est le lieu de réunion de quelques organismes, ainsi que quelques activités des loisirs municipaux. Dans le pavillon Sacré-Cœur, tout juste de l'autre côté de la rue, on retrouve le gymnase de l'école, qui sert aussi de salle multifonctionnelle en dehors des heures de cours, pour les plus grands rassemblements, sportifs et culturels.

## Tourisme
- Camping des Glissades d'eau de Saint-Pie : le camping des Glissades d'eau de Saint-Pie compte une piscine, une pataugeuse, une glissade intermédiaire, 6 glissades familiales, une glissade à rafting, avec une remontée mécanique pour les rafts et le splashpad (jets d’eau). On y retrouve bien sûr le camping (121 sites) et ses nombreuses activités sportives, telles que volley-ball, pétanque, basketball et arcade. Service de restauration complet sur place.

- Camping Au Vieux Foyer : Camping de 160 sites, avec de nombreux services et activités : Salle communautaire, buanderie, restaurant, dépanneur, piscine, terrain de jeux, tennis, basketball et autres.

- Ferme Jean Duchesne] : plus de 200 têtes animales et 100 volailles sont répertoriées dans plusieurs bâtiments. Tour de charrette à foin, cabane à sucre et forfait Fermier d'un jour. Aire de pique-nique et aires de jeux.

- Sanair est un complexe de courses motorisés. Sanair est réputé comme étant le plus grand complexe de sports motorisés au Canada. Pouvant accueillir plus de 50 000 spectateurs, on y trouve : 
  - une piste d'accélération de 1/4 de mille et de décélération de 3/4 de mille ;
  - Un superseedway triovale de 9/10 de mille avec 3 virages inclinés ;
  - piste de stock-cars asphaltée de1/3 mille ;
  - deux circuits routiers (1 mille et le second de 1 mille et 1/4) ;
  - une piste de karting ;
  - une piste de motocross ;
  - une piste de drag de VTT ;
  - piste d'accélération de 600 pieds pour motoneiges ;
  - piste ovale de 1/16 de milles pour autos téléguidées ;
  - la piste verte de Sanair (ovale de 100 mètres) pour la course à pied, roller-blade et vélos)[6].

## Éducation
La Ville de Saint-Pie bénéficie de la présence de l'école primaire Au Cœur des Monts (Commission Scolaire de Saint-Hyacinthe), disposée sur 2 immeubles:
- Immeuble Bon-Séjour, pour les niveaux maternelles, 1re et 2e année
- Immeuble Sacré-Cœur, pour le 2e et 3e cycle (3e à 6e année).

## Services et commerces

### Financier
- Caisse Populaire de Saint-Pie-de-Bagot (65 rue Saint-François, 450-772-2454), fondée le 16 avril 1946, la Caisse Populaire de Saint-Pie est fière d'offrir une vaste gamme de services financiers aux St-Piens.

### Commerces
Saint-Pie n'est pas une ville très commerciale. On y retrouve tout de même certains types de commerces. On y retrouve : garages,vélos, quincaillerie, dépanneur, épicerie, pharmacie, clinique médicale, fleuriste, notaires, avocats, salon funéraire, etc.

### Restauration
Encore là, la proximité des villes de Saint-Hyacinthe et de Granby nuit à Saint-Pie. Malgré sa taille, on y retrouve peu de restaurants : casse-croutes, pizzerias, un restaurant familial et la Table gourmande L'Aumônière, sur le rang Émileville.

### Bureau de poste
Postes Canada opère un bureau de poste, situé au 24, rue Salaberry. Il est ouvert du lundi au samedi. Il offre les services suivants : Timbres et services d'expédition, Cases postales, Mandats-poste, Formulaires et guides d'impôt de l'Agence du revenu du Canada et Demandes de passeport.

## Gestion des déchets
La gestion des déchets est confiée à la Régie intermunicipale d’Acton et des Maskoutains (RIAM). Cette dernière offre la collecte d'ordures, la collecte des matières recyclables, la collecte de matières organiques (compost) et la collecte des gros rebuts (3 fois par année).
La collecte des résidus domestiques dangereux se fait une fois par année, au terrain de l'expo de Saint-Hyacinthe.

## Rivière Noire
La rivière Noire traverse la ville de Saint-Pie. Elle est juchée par 2 barrages dans la ville. Le premier, en plein cœur de la ville, tout juste sous le pont ferroviaire, et le second, dans le secteur Émileville. Ces barrages ne produisent pas d'électricité.
Elle est une des plus polluées au Québec, avec la rivière Yamaska. La qualité de l'eau s'est toutefois améliorée sur plusieurs paramètres. Bien sûr, c'est lors de l'été que l'on rencontre les problèmes les plus aigus. En aval de Saint-Pie, la qualité de l'eau est de mauvaise à très mauvaise. La densité d'organismes benthiques augmente, mais les organismes sensibles à la pollution sont beaucoup plus rares. La présence de mercure dans les poissons limite leur consommation. Les meuniers noirs présentent également une forte contamination par les polychlorobiphényles. Donc les poissons pris dans la Noire, doivent être consommés avec beaucoup de prudence.

### Ponts
La rivière est traversée par quatre ponts : le pont ferroviaire, le vieux pont de Saint-Pie (fermé à la circulation automobile, mais ouvert aux piétons), le pont de la route 235, et le Pont Damase-Fontaine, qui a été fermé de 2006 à 2009, car jugé trop dangereux. Le pont a été entièrement reconstruit (pour environ 4 millions de dollars). Le pont a été rouvert à la circulation en juin 2009 évitant ainsi de long détour pour contourner la rivière.

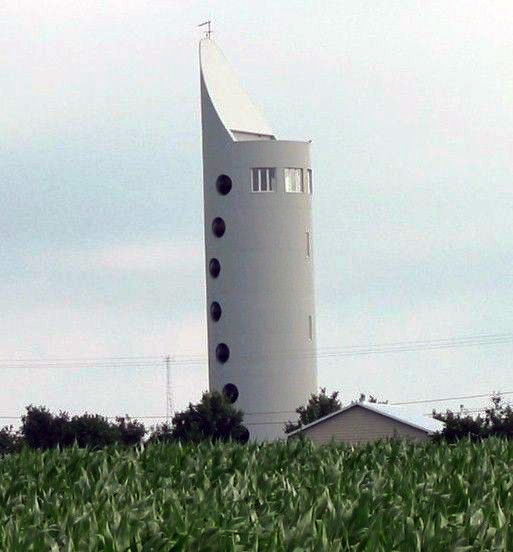
Maison Flute près de Sanair
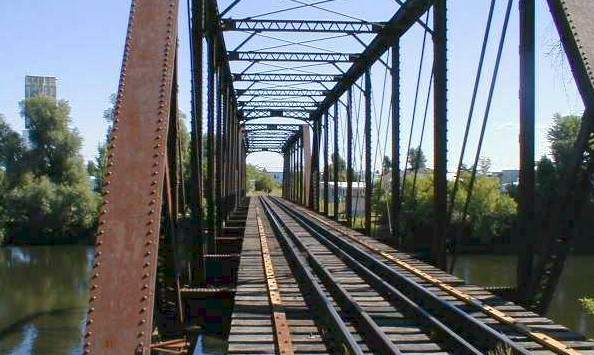
Pont ferroviaire de Saint-Pie
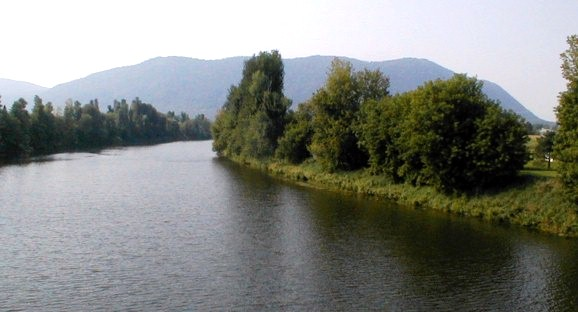
Rivière Noire près du Pont Fontaine